# Recondita armonia
Recondita armonia è la prima romanza dell'opera lirica Tosca di Giacomo Puccini su libretto di Giuseppe Giacosa e Luigi Illica.

## Descrizione
È cantata, nella terza scena del primo atto, dal pittore Mario Cavaradossi, che descrive il suo amore per la bellezza, quella bruna di Tosca e quella algida di una ragazza notata mentre pregava in Chiesa, a cui si ispira per il suo dipinto di Maria Maddalena che sta eseguendo nella chiesa di Sant'Andrea della Valle in Roma dove si svolge l'azione del primo atto.
Il primo tenore ad averla cantata fu Emilio De Marchi alla prima dell'opera andata in scena al Teatro Costanzi di Roma il 14 gennaio 1900. Successivamente venne eseguita da altri celebri tenori fra i quali Enrico Caruso, Giovanni Martinelli, Aureliano Pertile, Giacomo Lauri-Volpi, Beniamino Gigli, Franco Corelli, Jussi Björling, Ferruccio Tagliavini, Mario Del Monaco, Richard Tucker, Giuseppe Di Stefano, Franco Corelli, Luciano Pavarotti e Plácido Domingo. Negli anni 2000 l'hanno cantata Jonas Kaufmann e Roberto Alagna tra gli altri.

## Testo
Recondita armonia di bellezze diverse!

È bruna Floria, l'ardente amante mia.

E te, beltade ignota, cinta di chiome bionde,

Tu azzurro hai l'occhio,

Tosca ha l'occhio nero!
L'arte nel suo mistero,

le diverse bellezze insiem confonde...

Ma nel ritrar costei,

Il mio solo pensiero,

Il mio sol pensier sei tu,

Tosca, sei tu!